# Prowansja-Alpy-Lazurowe Wybrzeże
Prowansja-Alpy-Lazurowe Wybrzeże (fr. Provence-Alpes-Côte d’Azur, PACA, wymowaⓘ) – region administracyjny, położony w południowej Francji na wybrzeżu Morza Śródziemnego, przy granicy z Włochami. Graniczy z dwoma regionami: Owernia-Rodan-Alpy od północy i Oksytania od zachodu.
Region Prowansja-Alpy-Lazurowe Wybrzeże obejmuje obszar historycznych prowincji Prowansji i Delfinatu (dawnego władztwa następców francuskiego tronu). W jego skład wchodzi też, włączone za czasów Drugiego Cesarstwa, Księstwo Nicei. Ponadto nazwa regionu odwołuje się do dwóch wielkich regionów geograficznych – Alp i Lazurowego Wybrzeża.

## Podział administracyjny

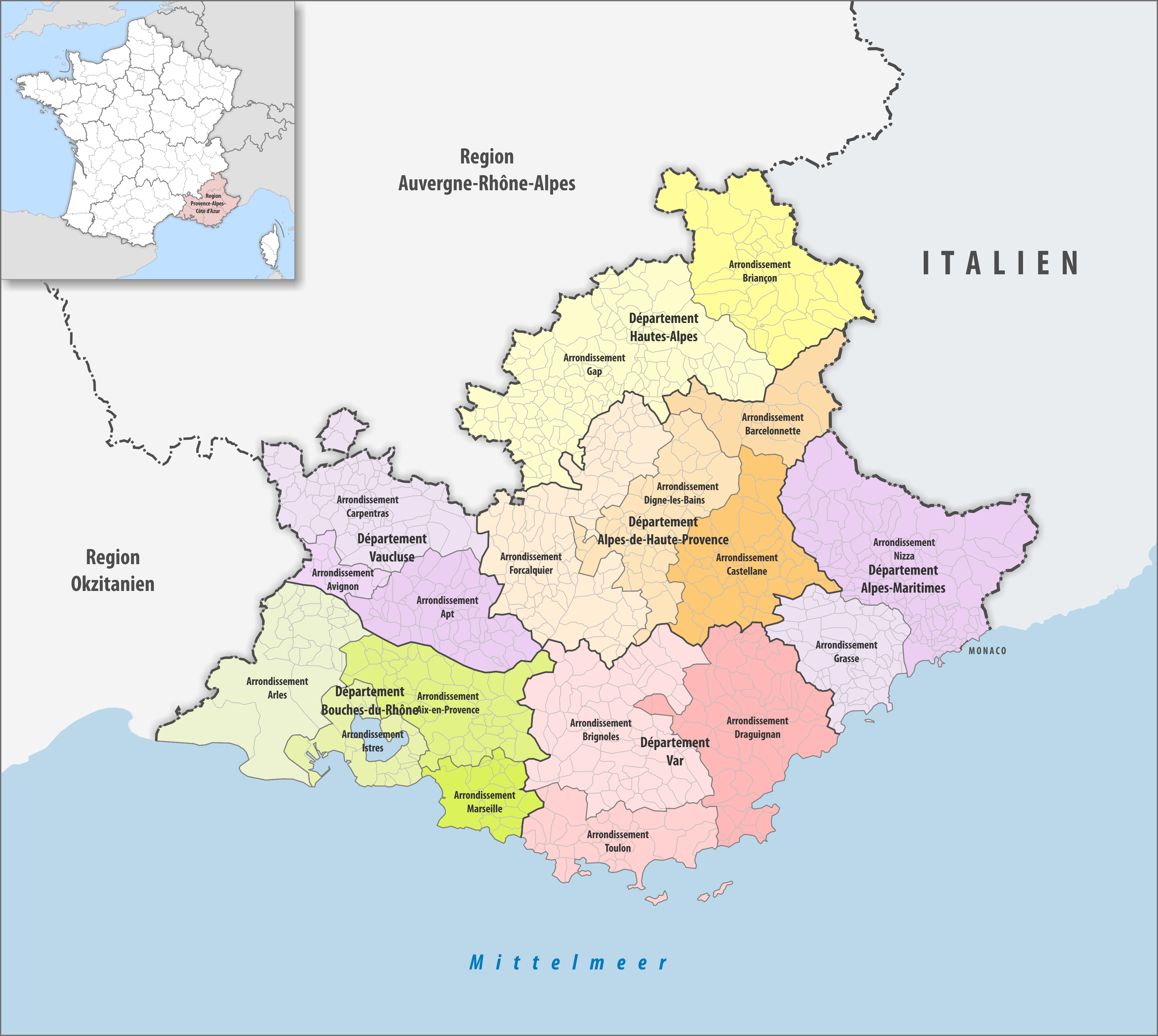
Podział regionu na departamenty i okręgi (arrondissement)

W skład regionu wchodzi 6 departamentów:
- Alpy Górnej Prowansji (Alpes-de-Haute-Provence)
- Alpy Nadmorskie (Alpes-Maritimes)
- Alpy Wysokie (Hautes-Alpes)
- Delta Rodanu (Bouches-du-Rhône)
- Var
- Vaucluse

## Miejscowości
- Marsylia (Marseille, 870 321)
- Nicea (Nice, 343 477)
- Tulon (Toulon, 179 659)
- Aix-en-Provence (147 122)
- Awinion (Avignon, 90 597)
- Antibes (74 709)
- Cannes (72 435)
- La Seyne-sur-Mer (62 232)
- Fréjus (55 750)
- Hyères (54 615)
- Cagnes-sur-Mer (52 100)
- Arles (50 968)
- Grasse (48 708)
- Martigues (48 506)
- Aubagne (47 190)
- Salon-de-Provence (45 009)
- Istres (44 438)
- Le Cannet (42 125)
- Gap (40 111)
- Draguignan (39 434)
- La Ciotat (36 441)
- Saint-Raphaël (35 881)
- Six-Fours-les-Plages (35 339)
- Vitrolles (34 418)
- Marignane (32 515)
- Mentona (Menton, 30 679)
- Saint-Laurent-du-Var (30 141)
- Carpentras (29 865)
- Orange (28 454)
- Vallauris (27 970)
- Miramas (26 433)
- Cavaillon (25 832)
- La Garde (25 563)
- La Valette-du-Var (24 114)
- Manosque (23 018)
- Les Pennes-Mirabeau (21 897)
- Mandelieu-la-Napoule (21 772)
- Allauch (21 546)
- Gardanne (21 501)
- Pertuis (20 498)
- Mougins (20 180)
- L’Isle-sur-la-Sorgue (20 029)